# Staw kąpielowy

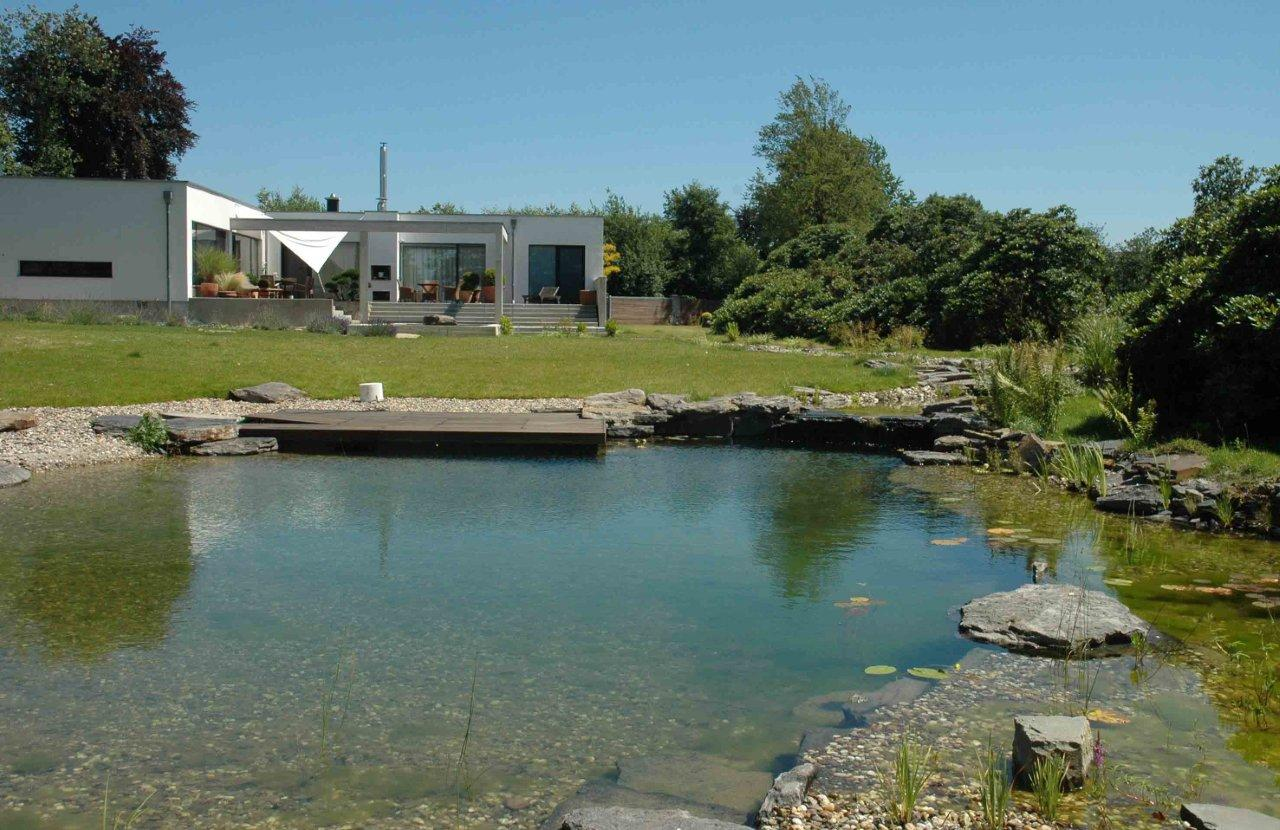
Staw kąpielowy

Staw kąpielowy – sztucznie stworzony, odizolowany od środowiska hydrogeologicznego nieprzepuszczalnym materiałem, zbiornik wodny budowany w celach rekreacyjnych, posiadający ściśle zdefiniowane wymagania dotyczące jakości wody.
W celach uzdatniania wykorzystujące się oraz intensyfikuje mechaniczno-biologiczne procesy samooczyszczania się wód. W skład stawów wchodzą część rekreacyjna (kąpielowa) oraz część regeneracyjna, w której znajdują się specjalnie skonstruowane filtry bagienne, odpowiedzialne głównie za utrzymanie właściwej jakości wody. Zwykle strefa ta, zasiedlona jest przez rośliny repozycyjne, biorące udział w procesach samooczyszczania się wody.
W skład systemu wchodzi wiele urządzeń, zarówno mechanicznych (filtry, skimmery, rynny przelewowe, pompy) jak i systemy filtracji biologiczno-chemicznej.
Stawy kąpielowe mogą być budowane jako zupełnie nowe obiekty, lub powstają w ramach modernizacji istniejących kąpielisk.

## Podstawowe pojęcia
- Część kąpielowa jest to fragment zbiornika używany przez kąpiących się, w którego skład wchodzić mogą fragmenty przeznaczone dla osób nieumiejących pływać np. brodziki oraz urządzenia do skoków.
- Strefa regeneracyjna jest to obszar, w którym dokonuje się mechanicznego, biologicznego, jak i mechaniczno-chemicznego oczyszczania wody.
- Filtry biologiczne – materiał filtrujący pokryty jest mikroorganizmami, gdzie poprzez procesy tlenowe jak i beztlenowe zachodzi proces oczyszczania wody.
- Filtry adsorpcyjne to filtry, w których określone składniki zostają usunięte na skutek adsorpcji.
- Rośliny repozycyjne to rośliny służące do ochrony brzegów, rekultywacji, czyszczenia gleby, czyszczenia wody oraz usuwania toksyn. W biologicznym oczyszczaniu wód znajdują zastosowanie niektóre gatunki roślin bagiennych (helofitów) jak i emersyjnych hydrofitów oraz żyjących całkowicie pod wodą hydrofitów submersyjnych.

## Opis
O ile w konwencjonalnych basenach poprzez dodatek np. chloru likwiduje się życie organiczne i giną bakterie oraz glony, to w stawie kąpielowym dąży się do eliminacji biogenów, wykorzystując konkurencję o związki odżywcze, między glonami a roślinami bagiennymi oraz zjawiska sorbcyjne zachodzące w złożu filtra. Zamiast chloru stosuje się filtry bagienne z dodatkiem specjalnie dobranych minerałów, w tym wymieniaczy jonowych i absorbentów, które czyszczą cyrkulującą wodę. Filtry bagienne zatrzymują również biogeny jak i zanieczyszczenia bakteryjne (Pseudomonas, Escherichia coli itd).
Jak wykazały kilkunastoletnie doświadczenia, wymagane przepisami normy są na prawidłowo zaplanowanych obiektach spełniane.
Stawy kąpielowe mogą przypominać swoją formą zarówno baseny jak i naturalne zbiorniki wodne.
Są stosowane w obiektach publicznych jak i prywatnych ogrodach (wielkość minimalna ok. 50 m²), hotelach, pensjonatach, gospodarstwach agroturystycznych. W samych Niemczech istnieje aktualnie ponad 150 obiektów komunalnych i dziesiątki tysięcy prywatnych. Pierwszy staw publiczny w Niemczech powstał w miejscowości Uslar w 1992 roku. Obiekty prywatne powstają od wczesnych lat 80., w Polsce od roku 1990. Jak pokazują doświadczenia niemieckie, stawy kąpielowe są zwykle tańsze w budowie i znacznie tańsze w eksploatacji od rozwiązań konwencjonalnych.
W analizie przeprowadzonej przez Bawarski Krajowy Instytut do spraw Winnic i Ogrodnictwa okazało się, że na terenie Bawarii koszty budowy konwencjonalnych basenów wyniosły średnio 1760 €/m², pielęgnacja 185 €/m², zaś stawów 500 €/m² a pielęgnacja 22,6 € m².
Technologia naturalnego oczyszczania wody jest niejednokrotnie o wiele bardziej skomplikowana niż stosowana w basenach konwencjonalnych. Poza technologiami mechaniczno-chemicznego uzdatniania, wykorzystuje się złożone procesy biotechnologiczne, które muszą być ściśle dopasowane do konkretnych parametrów stojącej do dyspozycji wody.
Pozorna prostota technologiczna powodowała powstawanie wielu niesprawnych obiektów, które nie były w stanie spełniać wymogów higienicznych. Ten stan rzeczy stanowił zagrożenie nie tylko dla zdrowia kąpiących się osób ale i w konsekwencji dla całej technologii naturalnego uzdatniania wód kąpielowych. W konsekwencji tego stanu rzeczy w wielu krajach powstały stowarzyszenia skupiające projektantów oraz wykonawców, których celem stało się ustalenie podstawowych standardów technologicznych oraz współtworzenie wraz z instytucjami publicznymi odpowiednich norm.

## Typy stawów
Na wstępie zaznaczyć należy, że podane poniżej proporcje między strefami, odnoszą się jedynie do sytuacji w której parametry wody stosowanej do napełnienia zbiornika oraz używanej na uzupełnianie wywołanych parowaniem strat, są zgodne z zaleceniami norm branżowych.
- Stawy tzw. ekstensywne

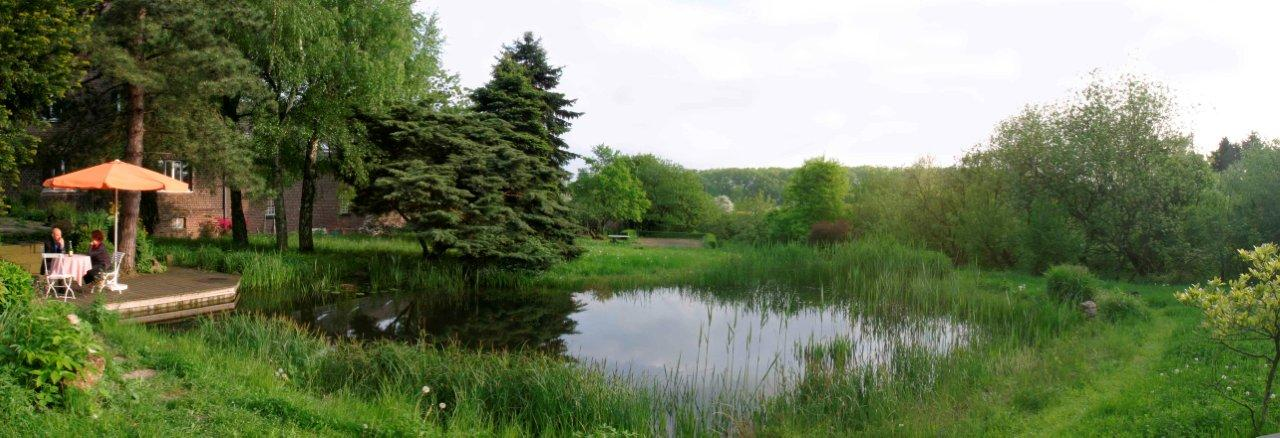
Ekstensywny staw kąpielowy

Najstarszym typem stawu kąpielowego, budowanym od wczesnych lat osiemdziesiątych jest staw pozbawiony techniki, wzorowany na naturalnych zbiornikach wodnych. Stawy takie powstawały początkowo w efekcie przerabiania niesprawnych basenów kąpielowych.
Składają się one z części kąpielowej umożliwiającej swobodne pływanie, zajmującej maksymalnie 30% powierzchni zbiornika oraz z zarośniętej roślinnością strefy bagiennej o powierzchni co najmniej 70%.
Cyrkulacja wody między strefami regeneracyjnymi a częścią kąpielową odbywa się bez udziału techniki, dzięki działaniu wiatru oraz różnicy temperatur między nagrzanymi strefami płytkimi a głębszymi obszarami stawu. Aby przeciwdziałać przepływowi osadów i obumarłych fragmentów roślin z części regeneracyjnej do kąpielowej, stosowane są czasami przegrody. System ten ze względu na prostotę technologiczną jest najtańszym w przeliczeniu na m² zbiornika (ale niekoniecznie m² strefy kąpielowej). Ze względu na prostotę technologiczną może on być wykonywany w znacznym stopniu we własnym zakresie. Wymaga jednak znacznych powierzchni i możne być realizowany na odpowiednio dużych działkach. Stawy tego typu są godne polecenia dla miłośników natury, którym nie przeszkadzają pojawiające się czasami glony oraz liczna obecność traszek, żab i innych zwierząt wodnych.
Wiosną może występować silny rozwój glonów. Zjawisko to trwa aż do rozwinięcia się roślin strefy regeneracyjnej. Stosując szybko rozrastające się rośliny podwodne, możemy znacznie ograniczyć rozwój glonów w tym okresie roku. Poleca się usuwanie liści i szlamu znajdującego się głównie w najgłębszej części zbiornika, najwygodniej przy zastosowaniu podwodnego odkurzacza.
- Stawy z wymuszonym przepływem wody

Nawet niewielka pompa powodująca cyrkulację do 30% objętości zbiornika dziennie, powoduje równomierne rozmieszczenie natlenionej wody w stawie, czym przyspiesza procesy rozkładu. Woda wprowadzona poprzez potok, kaskadę lub fontannę ma korzystny wpływ na wymianę gazową, a tym samym na jakość wody w zbiorniku.
Ta niewielka inwestycja pozwala na zmniejszenie stref regeneracyjnych o 10–15% w porównaniu do systemu bezcyrkulacyjnego. W stawach tych zaleca się dwukrotne w ciągu roku oczyszczanie osadów dennych.
- Stawy wyposażone w odpływ denny oraz skimmer

Stawy te wymagają stosowania silniejszych pomp umożliwiających wymianę wody raz na dzień. Odpływ denny umożliwia przepływ zanieczyszczonej wody ze zbiornika i separację osadów przy pomocy filtrów mechanicznych. Gdy odpływ denny dołączony jest np. do kanalizacji można pozbywać się bezpośrednio znacznej części osadów zgromadzonych na dnie. Skimmer (lub rynna przelewowa) służy zbieraniu zanieczyszczeń powierzchniowych. Powinien być on tak umieszczony, aby przepływająca przez staw woda transportowała w jego kierunku pływające po powierzchni liście, nasiona czy pyłki roślin. Przy jego lokalizacji należy uwzględnić dominujące kierunki wiatru. Zebrane osady powinny być przechwytywane przez umieszczony przy skimmerze kosz, studzienkę sedymentacyjną lub filtr mechaniczny, umieszczony przed pompą. Mechanicznie oczyszczona woda zostaje ponownie wprowadzona do stawu poprzez kaskady czy potok.
Rozwiązanie to przyczynia się do znacznej redukcji prac pielęgnacyjnych, gwarantując dobrą jakość wody. Stosując to rozwiązanie można zredukować strefy bagienne do ok. 45%. Ze względu na konieczność stosowania wydajniejszych pomp wzrośnie jednak zużycie energii elektrycznej.
Przepływ na pompie może być dostosowany do stopnia użytkowania stawu np. w czasie intensywnej eksploatacji może być odpowiednio zwiększony. Można tu stosować elektroniczne sterowanie pompy lub regulować przepływ zaworami.
- Stawy z filtrem bagiennym

To najbardziej skomplikowany system wśród stawów kąpielowych, w ten sposób jednak można zagwarantować wysoką jakość wody przez okrągły rok, a ze względu na ścisłe wymogi sanitarne system ten znajduje zastosowanie w komunalnych obiektach kąpielowych.
W najprostszym jego wariancie oczyszczona mechanicznie woda pobierana ze skimmera oraz dna zbiornika kierowana jest na filtry bagienne. Filtry te mogą być zintegrowane ze zbiornikiem lub znajdować się całkowicie poza jego obrębem.
Stosować można filtry o przepływach poziomych lub pionowych. Istotne jest aby medium filtrujące było dopasowane do hydrauliki przepływów. Należy zapewnić, aby odpowiednio dobrane filtry mechaniczne jak i frakcje materiału filtracyjnego nie powodowały eliminacji zooplanktonu.
Strefa regeneracyjna, do której zalicza się filtr bagienny, może zostać zredukowana do ok. 35% – 40% pow. zbiornika.
Przy zastosowaniu tzw.jonitów wymiennych (np. zeolity klinoptyolitowe) adsorberów fosforanów itp. możliwa jest dalsza redukcja powierzchni stref bagiennych do ok. 25% – 30%. W obiektach intensywnie użytkowanych jak stawy komunalne nie stosuje się jednak tak małych filtrów. Obiekty kąpielowe tego typu mogą być kształtowane podobnie jak konwencjonalne baseny, a do ich czyszczenia stosować można roboty znane z konwencjonalnych technik basenowych. By wydłużyć sezon kąpielowy stosuje się czasami ogrzewanie bądź lokalizuje obiekty w oszklonych pomieszczeniach. System ten stosować można nie tylko w obiektach kąpielowych, ale również w zbiornikach dekoracyjnych i obiektach wodnych stosowanych np. w ogrodach zoologicznych, hodowli ryb itp.
- „Naturpool”

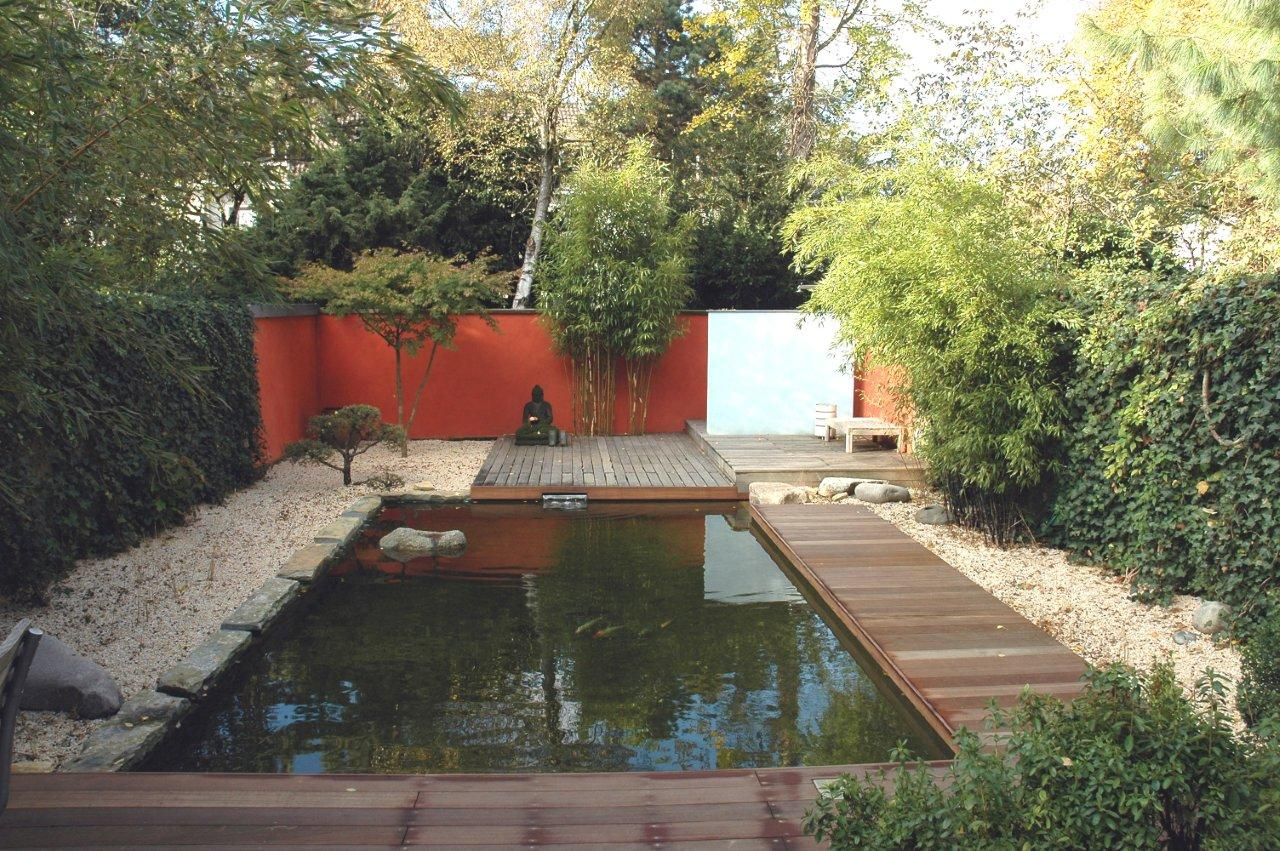
Naturpool

Najprościej przetłumaczyć to pojęcie jako ekobasen. Choć technologia ta powstała stosunkowo niedawno na bazie technologii stawów kąpielowych nie przez wszystkich jest klasyfikowana w tej kategorii.
Ekobaseny na pierwszy rzut oka nie różnią się niczym od obiektów funkcjonujących w technice np. chlorowej.
Można je lokalizować w pomieszczeniach oraz ogrzewać. Strefy regeneracyjne pozbawione są roślin i można je budować np. pod tarasami. Zajmują one zwykle ok. 20- 25% powierzchni obiektu. Wymagają stosowania odpowiednio zwiększonych ilości adsorberów kompensujących brak roślin oraz odpowiedniego reżimu technologicznego by zoptymalizować bakteryjne procesy zachodzące w strefach filtracyjnych.

## Galeria

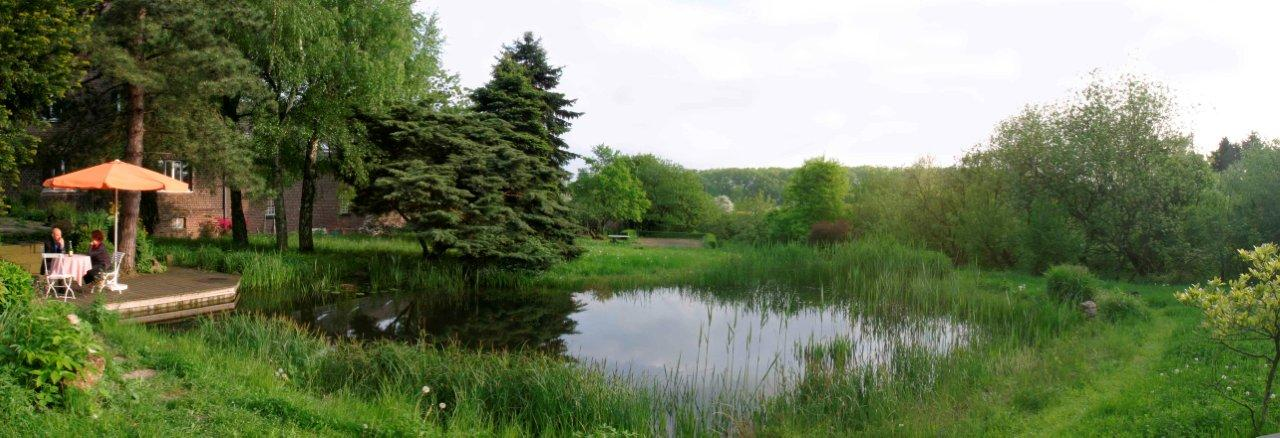
Naturalistycznie ukształtowany staw ekstensywny
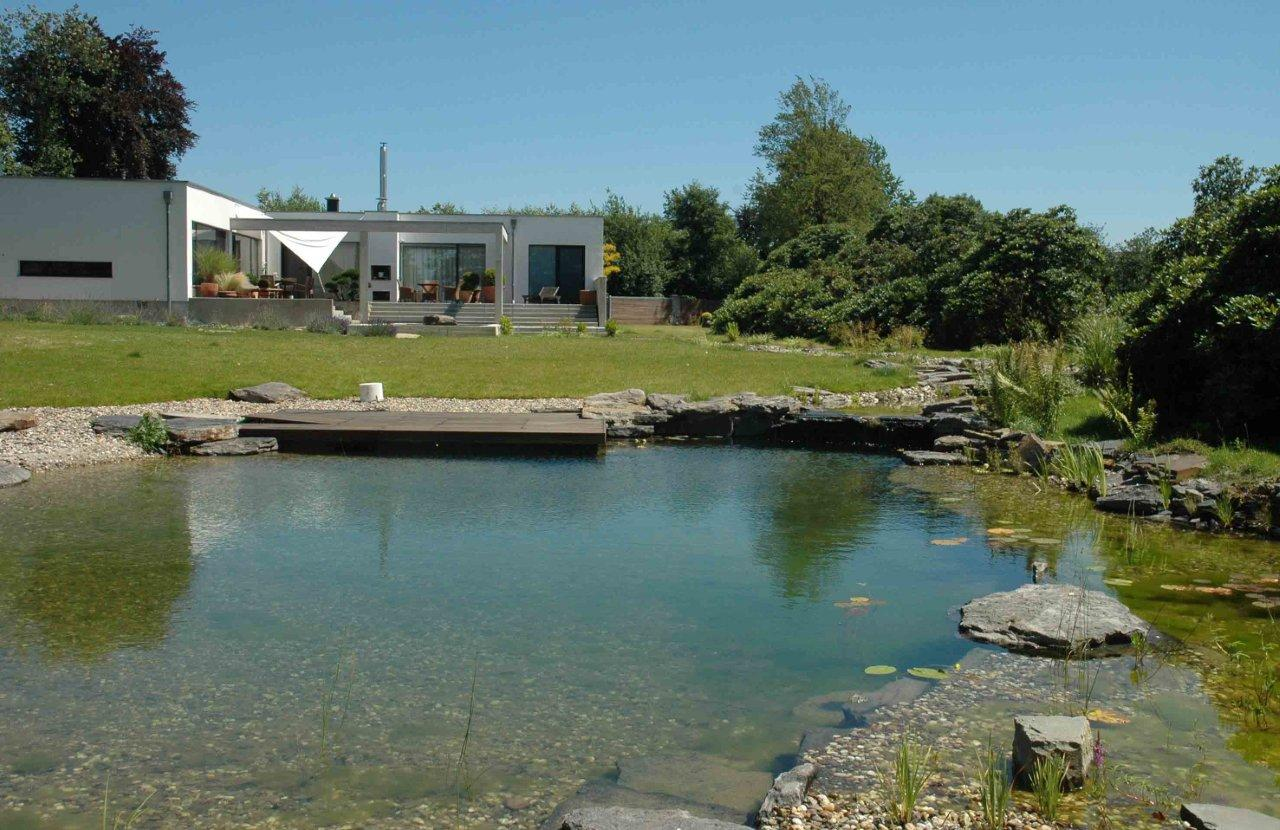
Staw z cyrkulacją wody – oddzielna strefa filtracyjna
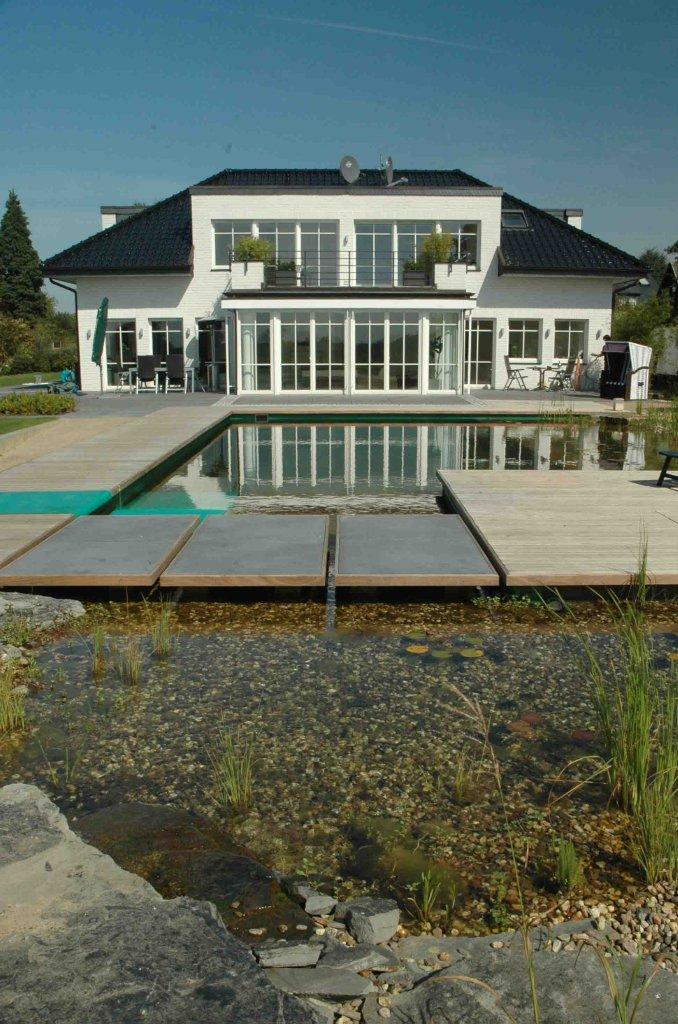
Staw w formie basenu
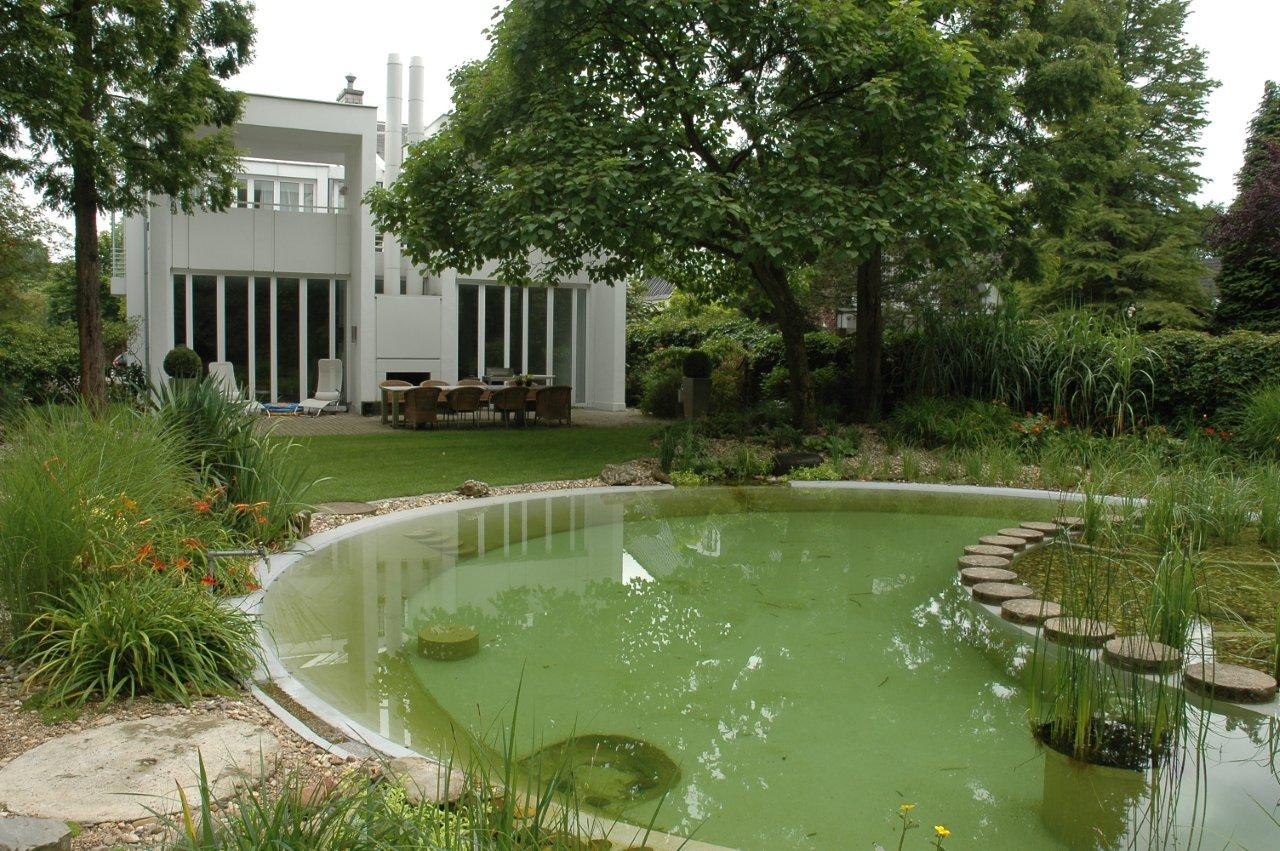
Strefy filtracji oddzielone od strefy kąpielowej umieszczone wewnątrz zbiornika
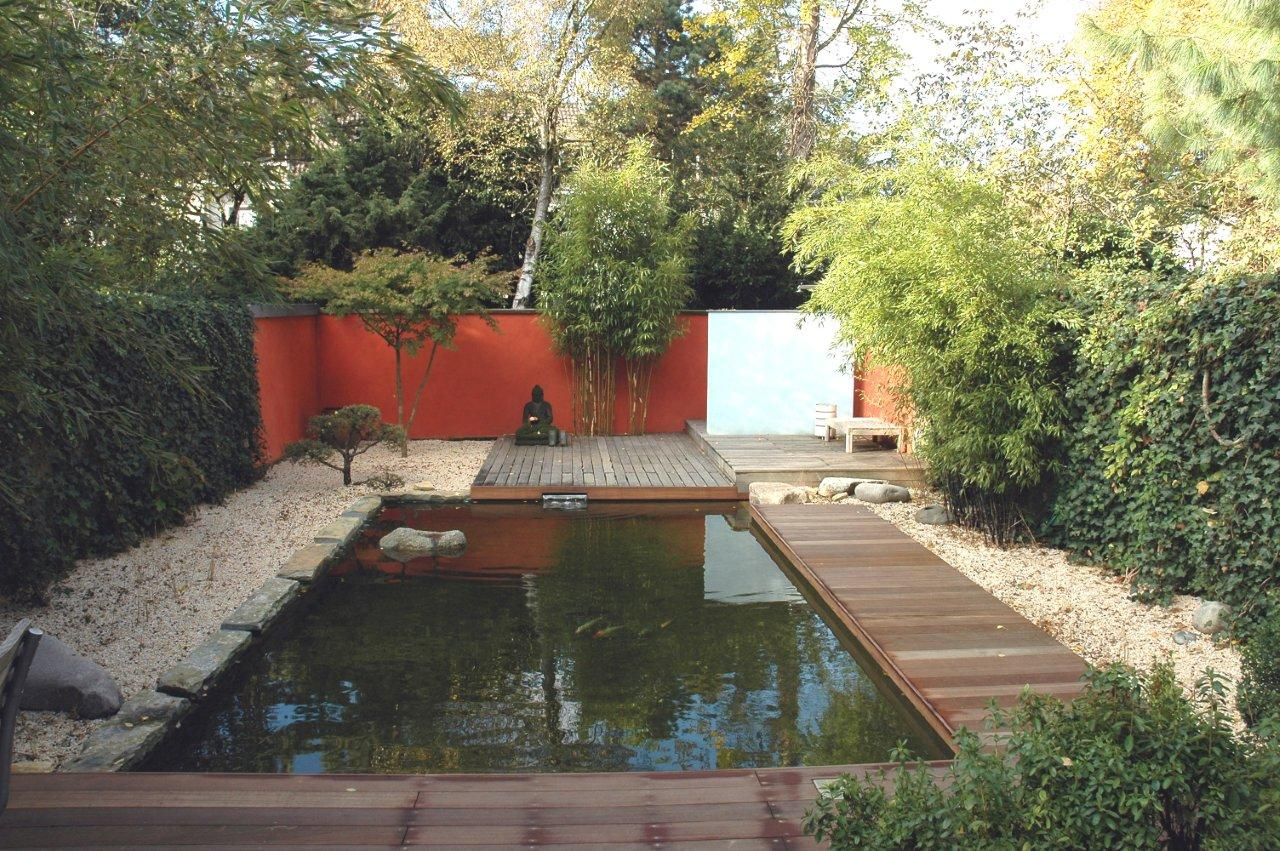
Zbiornik typu „naturpool” bez roślin
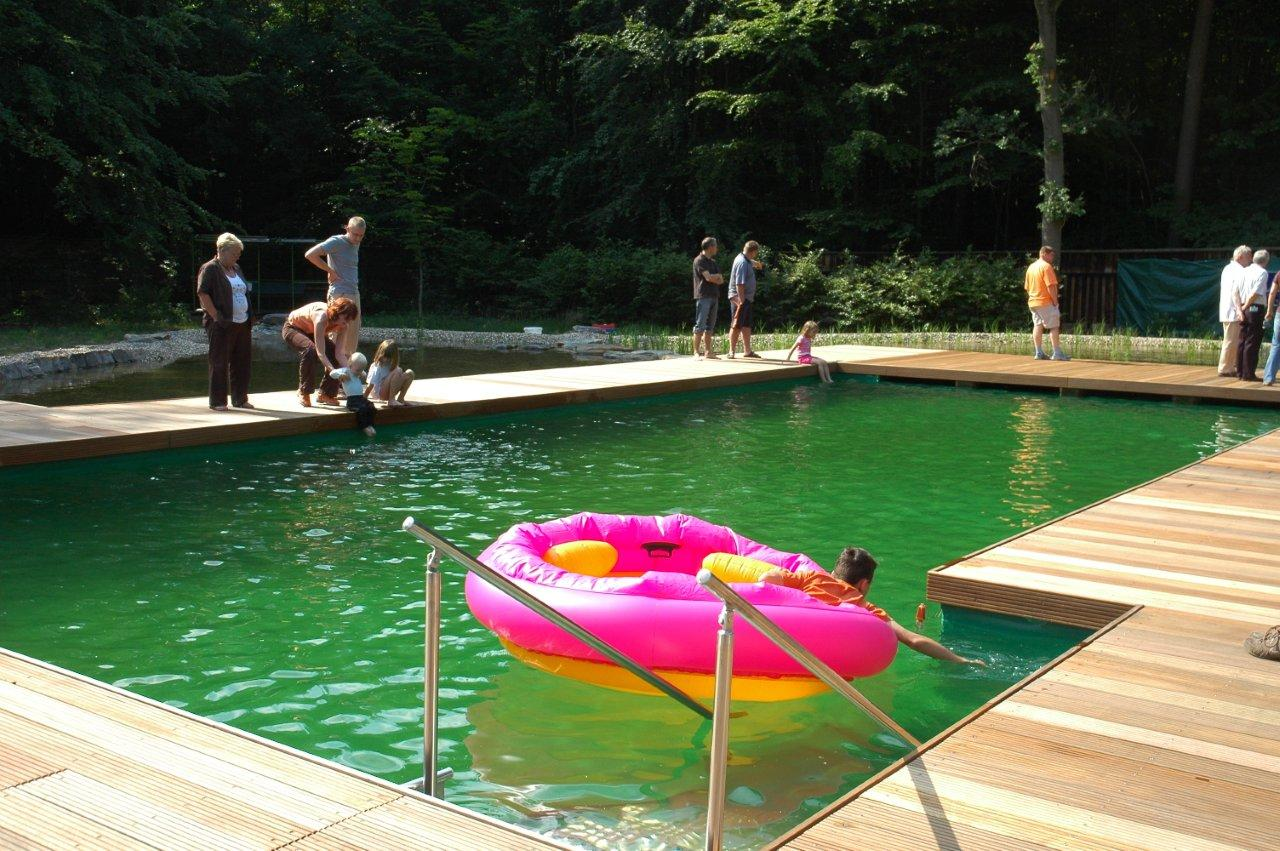
Basen kąpielowy przebudowany na staw
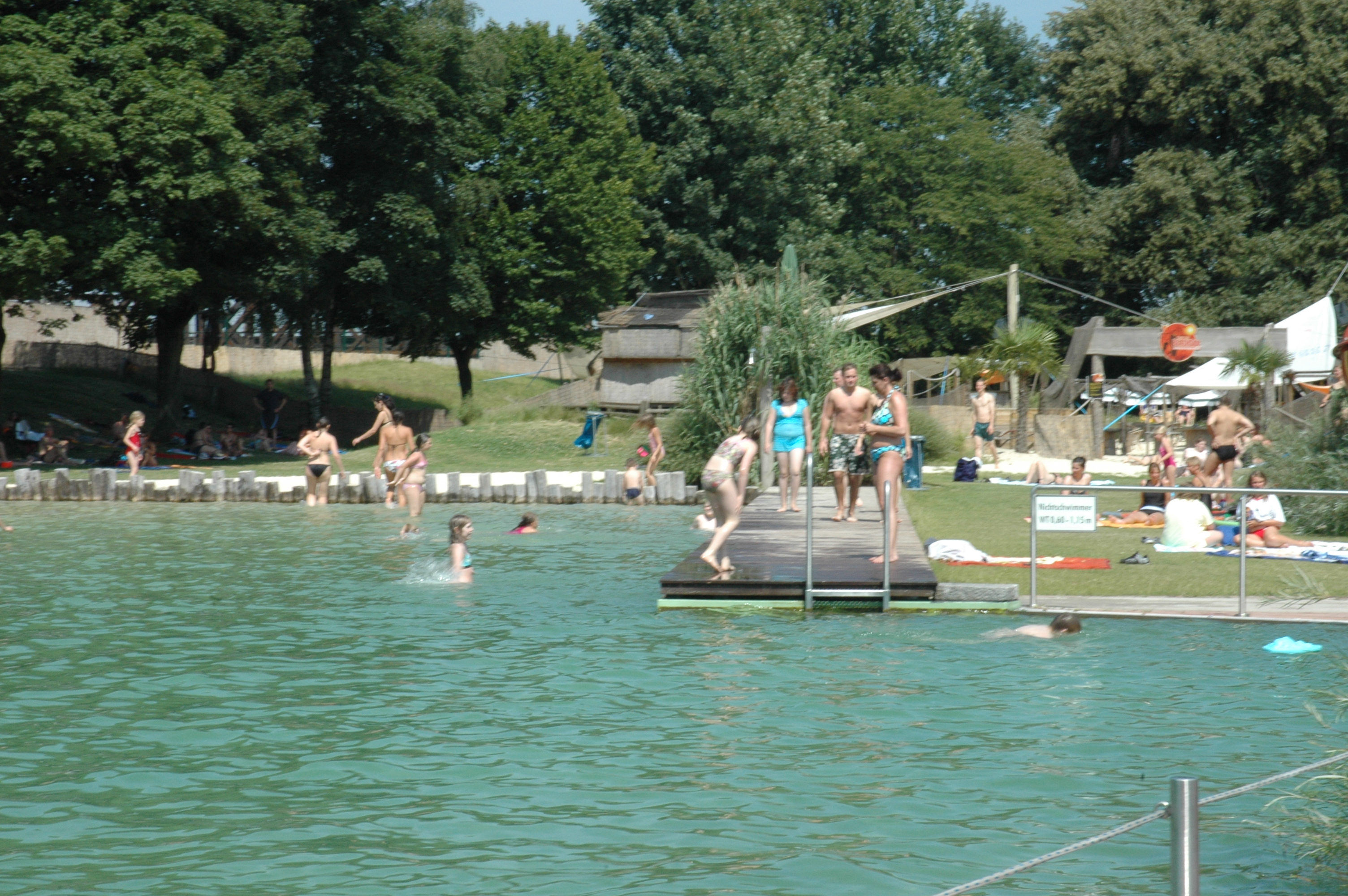
Publiczne obiekty kąpielowe posiadają strefy regeneracyjne umieszczone poza częścią przeznaczona do kąpieli
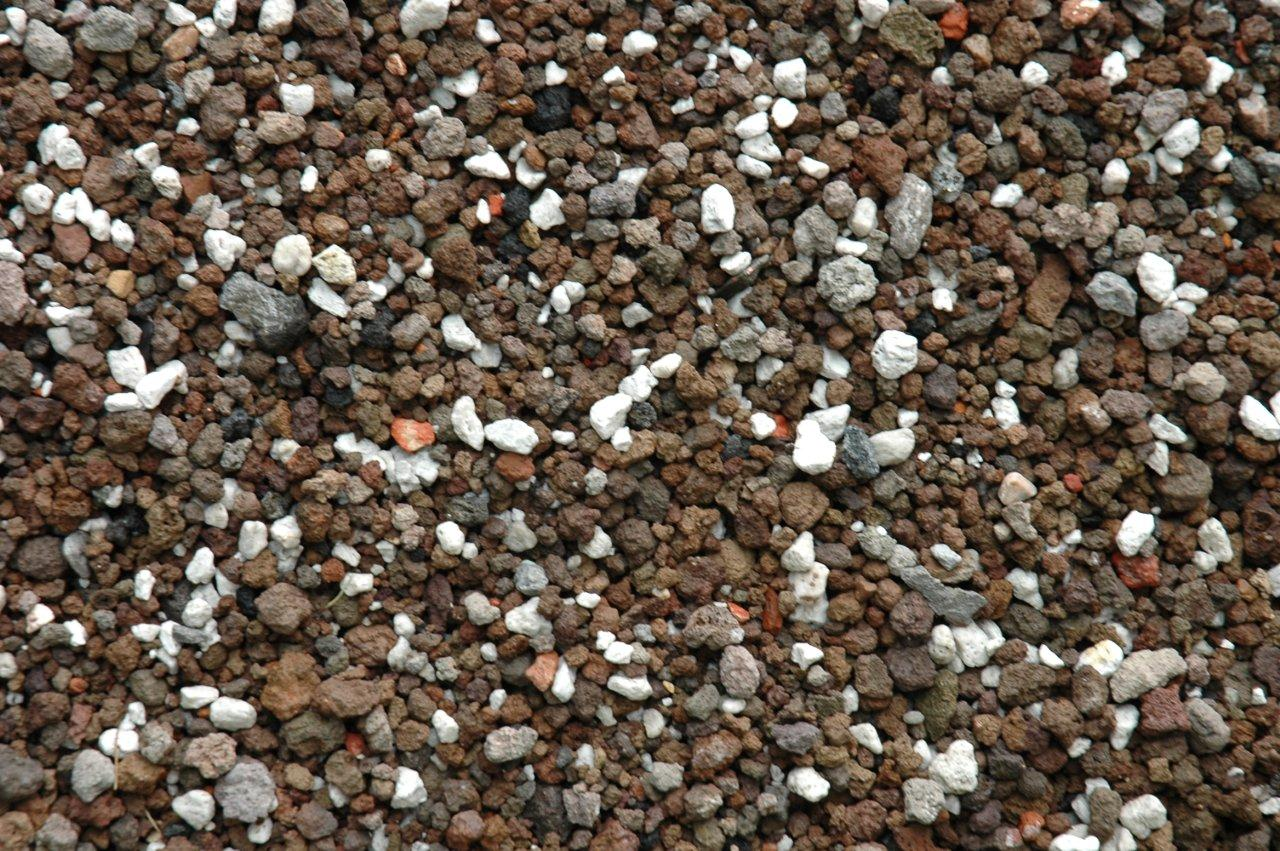
Zadaniem substratów filtracyjnych jest stworzenie powierzchni dla rozwoju błon bakteryjnych, stabilizacja Ph, regulacja twardości oraz usuwanie biogenów
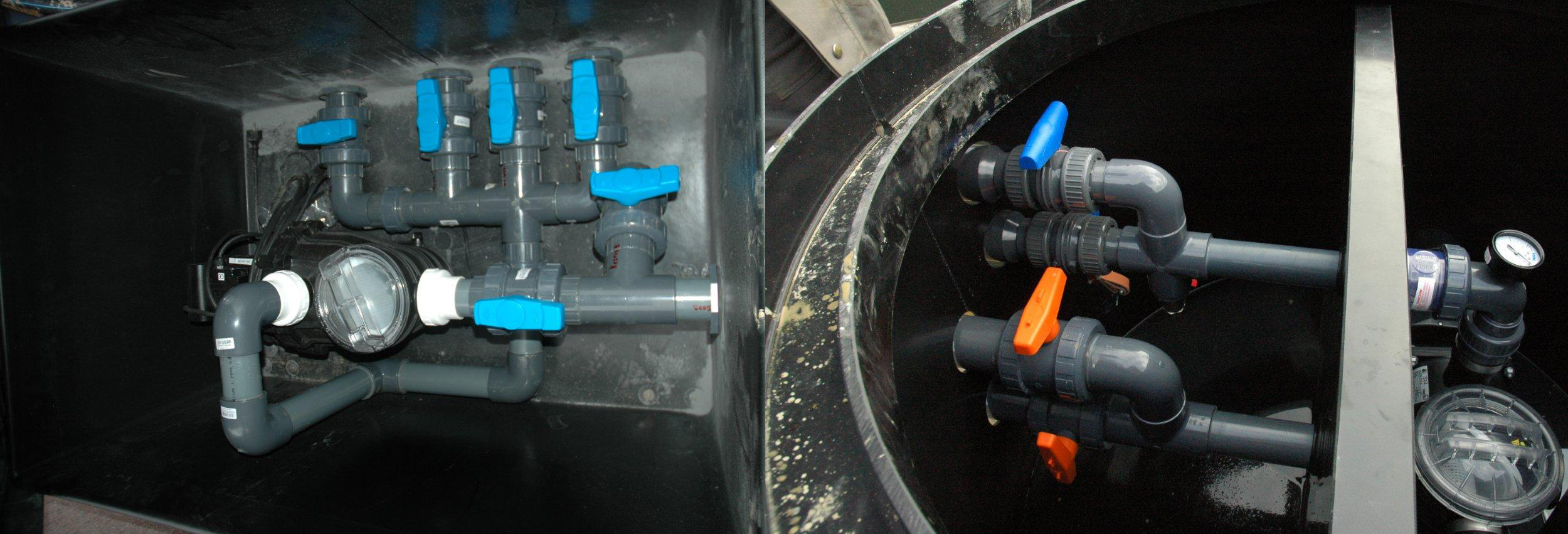
Rozprowadzanie wody regulowane jest systemem zaworów. Manometry oraz przepływomierze pozwalają na precyzyjne sterowanie hydraulika systemu